# Francine Eeckhoute
Francine Eeckhoute (? - Nieuwpoort, 1603) was een slachtoffer van de heksenvervolging in Europa.
Francine Verstraete werd onderhouden door de armentafel van Nieuwpoort en stierf in 1603 'gheheel schamele ende insolvent' op de brandstapel.